# Dénes György (költő)
Dénes György (Dusík Dániel) (Pelsőc, 1923. május 24. – Pozsony, 2007. szeptember 14.) költő, műfordító, szerkesztő, a Szlovákiai Magyar Írók Társaságának tagja, Madách-díjas alkotó.

## Élete
Középiskolai tanulmányait Tornalján kezdte, majd a rozsnyói kereskedelmi középiskolában érettségizett. Volt tisztviselő, laboráns. Sokáig a Csemadok KB munkatársa, majd a Szlovák Rádió magyar szerkesztőségében 1951-től 1985-ig az irodalmi adás szerkesztője.

## Munkássága
A háború után publikáló első szlovákiai magyar költők egyike. Eleinte ő sem mentesült a kor „építő szellemű” lelkesedésétől, ám hosszú vívódások után eljutott a szemléleti és formai megújulásig. Termékeny alkotó volt, hiszen 21 kötete jelent meg, és számtalan antológiában szerepelt. A nyolcvanas években lírája egyre mélyült, s bár a közösség iránti felelőssége nem lanyhult, együtt érzett a világ dolgaival, figyelme egyre inkább befelé fordult, az egyén sorsa foglalkoztatta és a kérlelhetetlen idővel folytatott küzdelem. Köteteiben megjelent az összegzés, az önértékelés igénye. A hetvenes évek közepétől egyre nagyobb szeretettel fordult a gyereklíra felé, és talán ebben a műfajban alkotott legmaradandóbbat.

## Művei
- Magra vár a föld (1952)
- Kék hegyek alatt. Versek; Magyar Kiadó, Pozsony, 1955
- Hallod, hogy zengenek a fák? (1962)
- Évek hatalma (1966)
- Az idő börtönében. Válogatott versek; Madách–Szépirodalmi, Bratislava–Bp., 1970
- Mélység fölött (1972)
- Tücsökhegedű. Gyermekversek; Madách–Móra, Bratislava–Bp., 1974
- Szemben a mindenséggel (1976)
- Fenyéren boróka (1979)
- Virágzó némaság (1981)
- Hajnaltól alkonyig. Válogatott és új versek 1952–1981; Madách–Szépirodalmi, Bratislava–Bp., 1983 (Csehszlovákiai magyar írók)
- Pipitér (1984)
- Bükkfamakk (1987)
- Elfogy a fény (1988)
- Zebramadár (1991)
- Sétálni ment három kalap (1994)
- Kenderkóc (1999)
- A tüsszentős király; Méry ratio, Somorja, 1999
- Írók fényben és árnyékban; Madách-Posonium, Pozsony, 2001
- Hattyúk éji dala. Válogatott és új versek; Madách-Posonium, Pozsony, 2002
- Toronyiránt száll a csóka; Madách-Posonium, Pozsony, 2002
- Vaskabóca. Válogatott és új versek gyermekeknek; Lilium Aurum, Dunaszerdahely, 2003